# Danielle Arbid
Danielle Arbid (Beiroet, 26 april 1970) is een in Frankrijk werkzame filmregisseur, actrice en fotograaf van Libanese afkomst. De destijds 17-jarige Arbid vluchtte na het uitbreken van de Libanese burgeroorlog naar Parijs.

## Filmografie
- 1998 : Raddem
- 1999 : Le passeur
- 2000 : Seule avec la guerre (documentaire)
- 2002 : Étrangère
- 2002 :  Aux frontières (documentaire)
- 2004 : In the battlefields
- 2004 : Nous / Nihna
- 2004 : Conversation de Salon 1, 2 et 3
- 2007 : LA lost man
- 2008 : This smell of sex
- 2009 : Conversation de salon 4, 5 et 6
- 2011 : Beirut Hotel
- 2015 : Parisienne ( Peur de rien))
- 2020: Simple Passion

- Bibliothèque nationale de France: cb14454942t (data)
- Gemeinsame Normdatei: 1089489668
- International Standard Name Identifier: 0000 0001 1947 4407
- Library of Congress Control Number: no2002000511
- Réseau des bibliothèques de Suisse occidentale: 02-A006426251
- Système universitaire de documentation: 087205386
- Union List of Artist Names: 500470817
- Virtual International Authority File: 21802963
- WorldCat: E39PBJwthPFCDDqyVBhPHxqPcP